# Listă de pictori finlandezi
Aceasta este o listă de pictori finlandezi.

## B
- Gunnar Berndtson (1854 - 1895)

## C
- Alvar Cawén (1886 - 1935)
- Fanny Churberg (1845 - 1892)

## E
- Albert Edelfelt (1854 - 1905)
- Robert Wilhelm Ekman (1808 - 1873)
- Magnus Enckell (1870 - 1925)

## F
- Gustaf Wilhelm Finnberg (1784 - 1733)

## G
- Akseli Gallen-Kallela (1865 - 1931)
- Jorma Gallen-Kallela (1898 - 1939)

## H
- Pekka Halonen (1865 - 1933)

## J
- Tove Jansson (1914 - 2001)
- Eero Järnefelt (1863 - 1937)

## K
- Rudolf Koivu (1890 - 1946)

## L
- Tero Laaksonen (1953 - )
- Amélie Lundahl (1850 - 1914)

## P
- Kalervo Palsa (1947 - 1987)

## R
- Osmo Rauhala (1957 - )
- Juho Rissanen  (1873 - 1950)

## S
- Helene Schjerfbeck (1862 - 1946)
- Hugo Simberg (1873 - 1917)
- Kaj Stenvall (1951 - )
- Kari Suomalainen (1920 - 1999)
- Reidar Särestöniemi (1925 - 1981)